# جون واتسون (سائق سباقات)
جون واتسون (بالإنجليزية: John Watson)‏ مواليد 4 مايو 1946 في بلفاست، هو سائق فورملا 1 بريطاني بدأ مسيرته الاحترافية سنة 1973. كان أول سباق له هو جائزة بريطانيا الكبرى 1973، حقق أول فوز له في جائزة النمسا الكبرى 1976. خاض خلال مسيرته 154 سباقاً فاز في 5 منها.

## سباقات شارك فيها
- لو مان 24 ساعة
- بطولة العالم للسيارات الرياضية

## بطولات حققها
- جائزة النمسا الكبرى 1976

## روابط خارجية
- جون واتسون على موقع ميوزك برينز (الإنجليزية)
- جون واتسون على موقع Racing-Reference.info (الإنجليزية)
- جون واتسون على موقع DriverDB.com (الإنجليزية)
- جون واتسون على موقع eWRC-results.com (الإنجليزية)